# Верхнечирский (Ростовская область)
Верхнечирский — хутор в Боковском районе Ростовской области.
Входит в состав Верхнечирского сельского поселения, являясь его административным центром.

## География
На хуторе имеются две улицы: Заречная и Мира.

## История
Хутор Верхнечирский, административный центр Верхнечирского сельского поселения, расположен на берегу реки Чир. Раньше он входил в состав Мигулинского станичного юрта. Станица Мигулинская принадлежит к самым старинным казачьим поселениям на Дону. Точных сведений о времени её основания нет, но она упоминается в путевом журнале Петра I во время похода его на Азов в 1696 году. Из за неудобного положения с 1747 года жители станицы начинают ходатайствовать у правления Войска Донского о позволении перейти на другое место. С 8 октября 1750 года начинается переселение станицы на правую сторону Дона к урочищу, носившему название «Солонцы». Там станица и находится в настоящее время. В середине XVIII века в юрте Мигулинской станицы насчитывалось 35 хуторов, из которых многие имели значительное число населения, а пять хуторов имели свои собственные приходские церкви. Среди них находился и хутор Брехов при реке Чир, насчитывавший 97 дворов.
В 1875 г. Брехов был переименован в хутор Верхне-Чирский - в Государственном архиве Ростовской области в фонде Войсковой канцелярии сохранились документы о переименовании хутора (Ф. 46. Оп. 1. Д. 1191).
В конце XIX в. на хуторе обосновался помещик Батырев Николай Иванович. Между ныне существующими хуторами Ильичевка и Верхнечирский, на правом берегу реки Чир былапостроена усадьба помещика. На его собственные средства была возведена Рождество-Богородицкая церковь на левом берегу реки Чир и женский монастырь. В 1878 году в Верхне-Чирском была построена церковно-приходская школа для мальчиков.
Согласно местной переписи населения в 1916 году в хуторе было 270 дворов и проживало около тысячи жителей. 
В 1930-е годы в бывшей усадьбе помещика Батырева и в монастыре был образован Базковский детский дом.
С июня по декабрь 1942 года хутор Верхнечирский был оккупирован немецкими войсками.
В 1960 году Базковский детский дом был упразднён.
Согласно данным переписи населения за 1978 год, в хуторе числилось 319 дворов и 908 жителей.

## Население
| 1989 | 2002 | 2010 |
| ---- | ---- | ---- |
| 707  | ↘516 | ↘427 |

### Известные уроженцы
- Чепуркин, Николай Степанович (1902—1989) — советский военачальник, генерал-майор.

## Достопримечательности
Территория Ростовской области была заселена ещё в эпоху неолита. Люди, живущие на древних стоянках и поселениях у рек, занимались в основном собирательством и рыболовством. Степь для скотоводов всех времён была бескрайним пастбищем для домашнего рогатого скота. От тех времен осталось множество курганов с захоронениями жителей этих мест. Курганы и курганные группы находятся на государственной охране.
Поблизости от территории хутора Верхнечирский Боковского района расположено несколько достопримечательностей — памятников археологии. Они охраняются в соответствии с Федеральным законом от 25.06.2002 № 73-ФЗ «Об объектах культурного наследия (памятниках истории и культуры) народов Российской Федерации», Областным законом от 22.10.2004 № 178-ЗС «Об объектах культурного наследия (памятниках истории и культуры) в Ростовской области», Постановлением Главы администрации РО от 21.02.97 № 51 о принятии на государственную охрану памятников истории и культуры Ростовской области и мерах по их охране и др.
- Курган «Верхнечирский IV» . Расположен в 0,8 км к северу от хутора Верхнечирского.
- Курган «Верхнечирский VII». Расположен в 3,5 км к северо-западу от хутора Верхнечирского.
- Курган «Верхнечирский VIII». Расположен в 5,3 км к северо-западу от хутора Верхнечирского.
- Курган «Верхнечирский XI». Расположен в 1,0 км к западу от хутора Верхнечирского.
- Курган «Верхнечирский XII». Расположен в 0,5 км к юго-западу от хутора Верхнечирского.
- Курган «Верхнечирский XIII». Расположен в 1,1 км к юго-западу от хутора Верхнечирского.
- Курганная группа «Верхнечирский II» из 2 курганов. Расположен в 0,7 км к северо-востоку от хутора Верхнечирского.
- Курганная группа «Верхне-Чирский III» (6 курганов). Расположена в 1,3 км к северо-востоку от хутора Верхнечирского[6].